# ولادیمیر گربیچ
ولادیمیر وانیا گربیچ (به انگلیسی: Vladimir "Vanja" Grbić) بازیکن والیبال اهل صربستان و سابق تیم ملی والیبال صربستان است. او برادر نیکولاو گربیچ است.
گربیچ با تیم ملی والیبال یوگسلاوی موفق به کسب مدال طلا بازی های المپیک تابستانی ۲۰۰۰ و مدال برنز المپیک تابستانی ۱۹۹۶ آتلانتا شد.
کمیته المپیک یوگسلاوی در سال ۱۹۹۶ و ۲۰۰۰ گربیچ را به عنوان بهترین ورزشکار سال اعلام و معرفی کرد و در سال ۲۰۰۰ موفق به دریافت نشان طلایی جایزه بهترین ورزشکار یوگسلاوی شد.
گربیچ تابستان ۲۰۰۹ در سن ۳۸ سالگی بازنشسته شد.

## باشگاه ها
| باشگاه             | کشور     | از   | به   |
| ملادوست زاگرب      | یوگسلاوی | 1990 | ۱۹۹۱ |
| وویوودینا نووی ساد | یوگسلاوی | ۱۹۹۱ | ۱۹۹۲ |
| آنتونونتا پادوا    | ایتالیا  | ۱۹۹۲ | ۱۹۹۵ |
| لانوتی کونئو       | ایتالیا  | ۱۹۹۵ | ۱۹۹۷ |
| سائو پائولو        | برزیل    | ۱۹۹۷ | ۱۹۹۸ |
| رم                 | ایتالیا  | ۱۹۹۸ | ۲۰۰۱ |
| اوزاکا بلیزرز      | ژاپن     | ۲۰۰۱ | ۲۰۰۲ |
| تسالونیکی          | یونان    | ۲۰۰۲ | ۲۰۰۳ |
| دینامو مسکو        | روسیه    | ۲۰۰۳ | ۲۰۰۴ |
| آندرئولی لاتینا    | ایتالیا  | ۲۰۰۴ | ۲۰۰۷ |
| فنرباغچه           | ترکیه    | ۲۰۰۷ | ۲۰۰۹ |